# Strephomescinia schausella
Strephomescinia schausella är en fjärilsart som beskrevs av Dyar 1919. Strephomescinia schausella ingår i släktet Strephomescinia och familjen mott. Inga underarter finns listade i Catalogue of Life.